# Горки (Тосненський район)
Го́рки (рос. Горки) — село в Тосненському районі Ленінградської області, Росія.